# Twist dei vigili/Corri corri
Twist dei vigili/Corri corri è uno split di Edoardo Vianello e Gianni Morandi.

## Descrizione
Edoardo Vianello interpreta Twist dei vigili, mentre Morandi canta Corri corri. Entrambe le canzoni sono scritte da Luciano Salce (con lo pseudonimo Pilantra) per il testo e da Ennio Morricone per le musiche; Morricone si occupa anche degli arrangiamenti e della direzione d'orchestra.
Le due canzoni sono contenute nella colonna sonora del film I motorizzati di Camillo Mastrocinque, e questo spiega perché, pur essendo le due canzoni eseguite da due diversi artisti, si trovano nello stesso supporto. In copertina è raffigurato l'attore Mac Ronay nei panni di un vigile urbano, ed è un'immagine tratta dal film.

## Tracce
Testi di Pilantra, musiche di Ennio Morricone.
1. Edoardo Vianello – Twist dei vigili – 1:58
2. Gianni Morandi – Corri corri – 2:04